# جورج سيمون
جورج سيمون (بالإنجليزية: George Simon)‏ هو رسام غياني، ولد في 23 أبريل 1947 في إرسالية القديس كوثبرت ‏ في غيانا.